# Simulium tuenense
Simulium tuenense es una especie de insecto del género Simulium, familia Simuliidae, orden Diptera.

## Distribución
Se distribuye por la República de China.

## Taxonomía
Fue descrita científicamente por Takaoka, 1979.